# Schweinert
Schweinert este o arie protejată (arie specială de conservare — SAC, sit de importanță comunitară — SCI) din Germania întinsă pe o suprafață de 109,18 ha, integral pe uscat.

## Localizare
Centrul sitului Schweinert este situat la coordonatele 51°37′25″N 13°16′09″E / 51.6236°N 13.2692°E.

## Înființare
Situl Schweinert a fost declarat sit de importanță comunitară în septembrie 2000 pentru a proteja 2 specii de animale. Situl a fost protejat și ca arie specială de conservare în iunie 2016.

## Biodiversitate
Situată în ecoregiunea continentală, aria protejată conține 4 habitate naturale: Cursuri de apă de la nivel de câmpie la nivel montan, cu vegetație Ranunculion fluitantis și Callitricho-Batrachion, Liziere de ierburi înalte hidrofile de câmpie și de nivel montan până la alpin, Fânețe de joasă altitudine (Alopecurus pratensis, Sanguisorba officinalis), Păduri acidofile de stejar bătrân cu Quercus robur pe câmpii nisipoase.
La baza desemnării sitului se află mai multe specii protejate de  mamifere (2): castor (Castor fiber), vidră de râu (Lutra lutra).
Pe lângă speciile protejate, pe teritoriul sitului au mai fost identificate 7 specii de plante, 1 specie de nevertebrate.